# ايدون (المفرق)
ايدون منطقة سكنية تقع في لواء قصبة المفرق، محافظة المفرق في الأردن. تنتمي المنطقة لقضاء المفرق الذي يضم 12 منطقة. يقدر عدد سكانها بـ 3185 نسمة حسب إحصاء 2015.

## الوصلات الخارجية
- دائرة الاحصاءات العامة